# Archoleptoneta
Genre
Archoleptoneta est un genre d'araignées aranéomorphes de la famille des Archoleptonetidae.

## Distribution
Les espèces de ce genre sont endémiques de Californie aux États-Unis,.

## Liste des espèces
Selon World Spider Catalog (version 23.0, 06/04/2022) :
- Archoleptoneta gertschi Ledford & Griswold, 2010
- Archoleptoneta schusteri Gertsch, 1974

## Systématique et taxinomie
Ce genre a été décrit par Gertsch en 1974 dans les Leptonetidae. Il est placé dans les Archoleptonetidae par Ledford, Derkarabetian, Ribera, Starrett, Bond, Griswold et Hedin en 2021.

## Publication originale
- Gertsch, 1974 : « The spider family Leptonetidae in North America. » The Journal of Arachnology, vol. 1, no 3, p. 145-203 (texte original).